# Eduard Stăncioiu
Eduard Cornel Stăncioiu (sinh ngày 3 tháng 3 năm 1981) là một cầu thủ bóng đá người România thi đấu cho FCSB ở vị trí thủ môn.

## Sự nghiệp câu lạc bộ
Stăncioiu bắt đầu sự nghiệp tại FC Sportul Studenţesc, thi đấu 8 năm. Vào mùa hè năm 2006 anh chuyển đến CFR Cluj theo dạng cầu thủ tự do.
Stăncioiu hoàn thành kì tích khi không để thủng lưới bàn nào từ vòng 26 đến 30 của Liga 1 mùa giải 2004–05. Anh giữ sạch lưới trong tổng cộng 457 phút.

## Sự nghiệp quốc tế
Stăncioiu chơi trận đấu duy nhất cho đội tuyển quốc gia România ngày 31 tháng 5 năm 2008, trong trận giao hữu với Montenegro.

## Thống kê sự nghiệp

### Câu lạc bộ
| Câu lạc bộ          | Mùa giải            | Giải vô địch | Giải vô địch | Cúp     | Cúp       | Cúp Liên đoàn | Cúp Liên đoàn | Châu Âu | Châu Âu   | Khác    | Khác      | Tổng cộng | Tổng cộng | Tổng cộng |
| Câu lạc bộ          | Mùa giải            | Số trận      | Bàn thắng    | Số trận | Bàn thắng | Số trận       | Bàn thắng     | Số trận | Bàn thắng | Số trận | Bàn thắng | Số trận   | Bàn thắng |           |
| ------------------- | ------------------- | ------------ | ------------ | ------- | --------- | ------------- | ------------- | ------- | --------- | ------- | --------- | --------- | --------- | --------- |
| Sportul Studențesc  | 1998–99             | 2            | 0            | ?       | ?         | –             | –             | –       | –         | –       | –         | 2         | 0         |           |
| Sportul Studențesc  | 1999–00             | 9            | 0            | ?       | ?         | –             | –             | –       | –         | –       | –         | 9         | 0         |           |
| Sportul Studențesc  | 2000–01             | 2            | 0            | ?       | ?         | –             | –             | –       | –         | –       | –         | 2         | 0         |           |
| Sportul Studențesc  | 2001–02             | 15           | 0            | ?       | ?         | –             | –             | –       | –         | –       | –         | 15        | 0         |           |
| Sportul Studențesc  | 2002–03             | 18           | 0            | ?       | ?         | –             | –             | –       | –         | –       | –         | 18        | 0         |           |
| Sportul Studențesc  | 2003–04             | 2            | 0            | ?       | ?         | –             | –             | –       | –         | –       | –         | 2         | 0         |           |
| Sportul Studențesc  | 2004–05             | 26           | 0            | ?       | ?         | –             | –             | –       | –         | –       | –         | 26        | 0         |           |
| Sportul Studențesc  | 2005–06             | 30           | 0            | ?       | ?         | –             | –             | –       | –         | –       | –         | 30        | 0         |           |
| Tổng cộng           | Tổng cộng           | 104          | 0            | ?       | ?         | –             | –             | –       | –         | –       | –         | 104       | 0         |           |
| CFR Cluj            | 2006–07             | 25           | 0            | 0       | 0         | –             | –             | –       | –         | –       | –         | 25        | 0         |           |
| CFR Cluj            | 2007–08             | 15           | 0            | 1       | 0         | –             | –             | 2       | 0         | –       | –         | 18        | 0         |           |
| CFR Cluj            | 2008–09             | 23           | 0            | 0       | 0         | –             | –             | 5       | 0         | –       | –         | 28        | 0         |           |
| CFR Cluj            | 2009–10             | 5            | 0            | 0       | 0         | –             | –             | 0       | 0         | 0       | 0         | 5         | 0         |           |
| CFR Cluj            | 2010–11             | 5            | 0            | 2       | 0         | –             | –             | 3       | 0         | 0       | 0         | 10        | 0         |           |
| CFR Cluj            | 2011–12             | 2            | 0            | 0       | 0         | –             | –             | –       | –         | –       | –         | 2         | 0         |           |
| CFR Cluj            | 2012–13             | 6            | 0            | 1       | 0         | –             | –             | 0       | 0         | 1       | 0         | 8         | 0         |           |
| CFR Cluj            | 2013–14             | 2            | 0            | 0       | 0         | –             | –             | –       | –         | –       | –         | 2         | 0         |           |
| Tổng cộng           | Tổng cộng           | 83           | 0            | 4       | 0         | –             | –             | 10      | 0         | 1       | 0         | 98        | 0         |           |
| Târgu Mureș         | 2013–14             | 9            | 0            | –       | –         | –             | –             | –       | –         | –       | –         | 9         | 0         |           |
| Târgu Mureș         | 2014–15             | 31           | 0            | 2       | 0         | –             | –             | –       | –         | –       | –         | 33        | 0         |           |
| Târgu Mureș         | 2015–16             | 34           | 0            | 3       | 0         | 0             | 0             | 2       | 0         | 1       | 0         | 40        | 0         |           |
| Târgu Mureș         | 2016–17             | 5            | 0            | –       | –         | 1             | 0             | –       | –         | –       | –         | 6         | 0         |           |
| Tổng cộng           | Tổng cộng           | 79           | 0            | 5       | 0         | 1             | 0             | 2       | 0         | 1       | 0         | 88        | 0         |           |
| FCSB                | 2016–17             | 5            | 0            | 0       | 0         | 1             | 0             | 0       | 0         | –       | –         | 6         | 0         |           |
| Tổng cộng           | Tổng cộng           | 5            | 0            | 0       | 0         | 1             | 0             | 0       | 0         | –       | –         | 6         | 0         |           |
| Tổng cộng sự nghiệp | Tổng cộng sự nghiệp | 271          | 0            | 9       | 0         | 2             | 0             | 12      | 0         | 2       | 0         | 296       | 0         |           |

Thống kê chính xác đến trận đấu diễn ra ngày 4 tháng 3, 2017

## Danh hiệu

### Câu lạc bộ
CFR Cluj
- Liga I: 2007–08, 2009–10, 2011–12
- Cúp bóng đá România: 2007–08, 2008–09, 2009–10[1]
- Siêu cúp bóng đá România: 2009, 2010[2]

ASA Târgu Mureș
- Siêu cúp bóng đá România: 2015